# Arsène Lupin contre Herlock Sholmès (pièce de théâtre)

Arsène Lupin contre Herlock Sholmès est une pièce de théâtre policière de Victor Darlay et Henry de Gorsse, représentée pour la première fois le 28 octobre 1910 au théâtre du Chatelet à Paris. Il s’agit de l’adaptation au théâtre du roman éponyme de Maurice Leblanc.

## Résumé
Un héritier d'un royaume asiatique ayant besoin d'argent, a confié comme gage à l’usurier Gotlieb un diamant qui vaut trente millions de francs. Arsène Lupin le vole ; et Ganimard, chef de la sûreté, se lance à sa poursuite. Parvenant à échapper au policier, Lupin est cependant démasqué par le célèbre détective anglais, Herlock Sholmès. Arsène Lupin met alors le détective au défi de l’arrêter sous une semaine.

## Distribution
- Henry Jullien : Arsène Lupin[4]
- Henry Houry : Herlock Sholmès
- Moricey : Ganimard
- Germaine Ety : Rebecca
- Bardès : Gottlieb
- Hamilton : Fouinard
- Albens : Nazir-pacha
- Etiévant : Maud
- Denise Carina : Fred (fils d'Herlock Sholmès)